# Miracle Upper WL
A Miracle Upper WL Okui Maszami és May’n első közös kislemeze, mely 2009. augusztus 21-én jelent meg az Evolution kiadó jóvoltából.

## Információk
- A kislemez az Ontama! anime nyitódalát tartalmazza.
- Az Oricon kislemez-eladási listán a hatvanhetedik helyen nyitott.

## Dalok listája
1. Miracle Upper WL (ミラクル・アッパーWL?) 4:24
  - előadók: Okui Maszami és May’n
2. To Die For ××× 3:48
  - előadó: Okui Maszami
3. Miracle Upper WL (Instrumental) 4:22
4. To Die For ××× (Instrumental) 3:47

## Oricon helyezések
| h | k | sze | cs | p  | szo | v | heti hely | eladás |
| - | - | --- | -- | -- | --- | - | --------- | ------ |
| - | - | -   | 33 | 31 | 46  | - | 67        | 1 304  |
| - | - | -   | -  | -  | -   | - | 104       | 960    |

- Összes eddigi eladás: 2 264